# マクシミリアン・アンドレアス・フォン・バーデン
マクシミリアン・アンドレアス・プリンツ・フォン・バーデン（ドイツ語: Maximilian Andreas Prinz von Baden, 1933年7月3日 - 2022年12月29日）は、ドイツの旧諸侯の1つバーデン大公家の家長（1963年 - 2022年）。儀礼称号としてバーデン辺境伯（ドイツ語: Markgraf von Baden）およびツェーリンゲン公（ドイツ語: Herzog von Zähringen）を名乗る。

## 経歴
バーデン大公家家長ベルトルトとその妻のギリシャ王女テオドラ（ギリシャ王子アンドレアスの次女）の間の長男（第2子）としてザーレム城で生まれた。イギリスのエディンバラ公フィリップの甥、チャールズ3世の従兄にあたる。
1963年の父の死に伴い大公家の家督を継承し、1966年にトスカーナ大公家のヴァレリー（フーベルト・ザルヴァトール大公の七女）と結婚した。9月23日にザーレムで民事婚が、9月30日にペルゼンボイク城で宗教婚が行われた。長年にわたりバーデン辺境伯家ワイン醸造所（Weingüter des Markgrafen von Baden）を経営していたが、1998年に長男のベルンハルトに譲って引退した。

## 子女
妻ヴァレリーとの間に3男1女を儲けた。
- マリー・ルイーゼ・エリーザベト・マティルデ・テオドラ・ツェツィーリエ・ザーラ・シャルロッテ（1969年 - ） - 1999年、リチャード・ベーカー（英語版）と結婚
- ベルンハルト・マックス・フリードリヒ・アウグスト・グスタフ・ルイ・クラフト（英語版）（1970年 - ）
- レオポルト・マックス・クリスティアン・ルートヴィヒ・クレメンス・フーベルト（1971年 - ）
- ミヒャエル・マックス・アンドレアス（1976年 - ）